# Teorema multinomial
En matemàtiques, el teorema multinomial és una expressió d'una potència d'una suma en termes de potències dels sumands. Per qualsevol enter positiu m i qualsevol enter no negatiu n, la fórmula multinomial és
{\displaystyle (x_{1}+x_{2}+\cdots +x_{m})^{n}=\sum _{k_{1},k_{2},\ldots ,k_{m}}{n \choose k_{1},k_{2},\ldots ,k_{m}}x_{1}^{k_{1}}x_{2}^{k_{2}}\cdots x_{m}^{k_{m}}.}
El sumatori es realitza en totes les seqüències dels índexs enters no negatius k1 a km tals que {\displaystyle \sum _{i=1}^{m}{k_{i}}=n}. Igual que en el teorema binomial, les quantitats de la forma 00 que apareixen es consideren iguals a 1.
Els nombres
{\displaystyle {n \choose k_{1},k_{2},\ldots ,k_{m}}={\frac {n!}{k_{1}!\,k_{2}!\cdots k_{m}!}}={k_{1} \choose k_{1}}{k_{1}+k_{2} \choose k_{2}}\cdots {k_{1}+k_{2}+\cdots +k_{m} \choose k_{m}}=\prod _{i=1}^{m}{\sum _{j=1}^{i}k_{j} \choose k_{i}}}
són els coeficients multinomials.
Els coeficients multinomials tenen una interpretació directa en combinatòria, com el nombre de formes de posar n objectes diferents en m capses, amb k1 objectes a la primera capsa, k₂ objectes a la segona capsa, etcètera.
A més, el coeficient multinomial és també el nombre de formes diferents de permutar un conjunt de n elements, sent ki el nombre de cops que es repeteix cada un dels diferents elements. Per exemple, el nombre de permutacions diferents de les lletres de la paraula ARRANJAR, que té 3 As, 3 Rs, 1 N, i 1 J és
{\displaystyle {8 \choose 3,3,1,1}={\frac {8!}{3!\,3!\,1!\,1!}}=1120}
El teorema binomial és un cas especial, per m = 2, del teorema multinomial.

## Demostració
Aquesta demostració del teorema multinomial usa el teorema binomial i el teorema d'inducció en m.
Pel pas inicial (m = 1), els dos costats valen {\displaystyle x_{1}^{n}}.
Pel pas inductiu, suposa el teorema multinomial per m. Llavors
{\displaystyle (x_{1}+x_{2}+\cdots +x_{m}+x_{m+1})^{n}=}
{\displaystyle =(x_{1}+x_{2}+\cdots +(x_{m}+x_{m+1}))^{n}=}
{\displaystyle =\sum _{k_{1},k_{2},\cdots ,k_{m-1},K}{n \choose k_{1},k_{2},\ldots ,k_{m-1},K}x_{1}^{k_{1}}x_{2}^{k_{2}}\cdots x_{m-1}^{k_{m-1}}(x_{m}+x_{m+1})^{K}=}
per la hipòtesi d'inducció, sent {\displaystyle K=k_{m}+k_{m+1}}.
Aplicant el teorema binomial a l'últim factor,
{\displaystyle =\sum _{k_{1},k_{2},\cdots ,k_{m-1},K}{n \choose k_{1},k_{2},\ldots ,k_{m-1},K}x_{1}^{k_{1}}x_{2}^{k_{2}}\cdots x_{m-1}^{k_{m-1}}\sum _{k_{m},k_{m+1}}{K \choose k_{m},k_{m+1}}x_{m}^{k_{m}}x_{m+1}^{k_{m+1}}=}
{\displaystyle =\sum _{k_{1},k_{2},\cdots ,k_{m-1},k_{m},k_{m+1}}{n \choose k_{1},k_{2},\ldots ,k_{m-1},k_{m},k_{m+1}}x_{1}^{k_{1}}x_{2}^{k_{2}}\cdots x_{m-1}^{k_{m-1}}x_{m}^{k_{m}}x_{m+1}^{k_{m+1}}}
que completa la inducció.
L'últim pas se segueix de
{\displaystyle {n \choose k_{1},k_{2},\ldots ,k_{m-1},K}{K \choose k_{m},k_{m+1}}={n \choose k_{1},k_{2},\ldots ,k_{m-1},k_{m},k_{m+1}},}
com es pot veure escrivint els tres coeficients usant factorials:
{\displaystyle {\frac {n!}{k_{1}!k_{2}!\cdots k_{m-1}!K!}}{\frac {K!}{k_{m}!k_{m+1}!}}={\frac {n!}{k_{1}!k_{2}!\cdots k_{m+1}!}}}